# 香港居民巴士NR61線
城巴61R線（運輸署正式居民巴士編號為：NR61）是香港一條來往沙田第一城和藍田站的城巴非專利居民巴士路線。

## 歷史
- 1990年代初：投入服務。
- 2012年1月16日：取消星期六下午班次。
- 2018年7月29日：調整收費，全程新收費為$9.9（早上時段）／$7.7（黃昏優惠時段）。
- 2018年12月27日：增設實時抵站時間查詢服務。
- 2022年1月1日：此線不接受現金付款。
- 2022年3月4日: 取消星期六之服務。[2]
- 2025年2月19日: 改為只於上午繁忙時間提供往九龍及下午繁忙時間提供往沙田的服務，並加價至$11。[3]

## 服務時間及班次
| 沙田第一城開 | 沙田第一城開 | 沙田第一城開 |
| 日期         | 服務時間     | 班次（分鐘） |
| ------------ | ------------ | ------------ |
| 星期一至五   | 07:00-07:25  | 25           |
| 星期一至五   | 07:25-08:25  | 20           |

| 藍田站開   | 藍田站開    | 藍田站開     |
| 日期       | 服務時間    | 班次（分鐘） |
| ---------- | ----------- | ------------ |
| 星期一至五 | 17:40-18:40 | 30           |

星期六、日及公眾假期不設服務

## 收費
全程：$11
| - 本線設有12歲以下小童、60歲以上長者及沙田第一城學童乘車證半價優惠，60至64歲長者必須使用「樂悠咭」繳付車資方可享有半價優惠，持沙田第一城學童乘車證的學生必須出示該證並使用「學生身分」個人八達通繳付車資方可享有半價優惠。 - 本線不設長者（星期一至六，公共假期除外）及殘疾人士每程$2.0的票價優惠；12至64歲殘疾人士如使用「殘疾人士身份」個人八達通繳付車資，會以全費計算。 - 65歲或以上長者使用（包括「樂悠咭」），以及60至64歲香港居民使用「樂悠咭」繳付車資，於星期日及公共假期均可享有每程$2.0或半價（以較低者為準）的城巴提供之票價優惠。 - 乘客只可使用八達通繳費，不設現金付款。 - 每位成人乘客可免費攜帶最多兩名4歲以下而不佔座位的兒童乘客乘車，超額之4歲以下小童必須繳付小童車費乘車。 - 九龍巴士、城巴及龍運巴士全職員工及家屬（不包括外判職員）可免費乘搭本路線，惟必須拍職員或職員家屬八達通。 - 乘客亦可使用AlipayHK「易乘碼」、支付寶、WeChatHK／微信支付「搭車碼」、銀聯雲閃付「乘車碼」及BOC Pay「乘車碼」、具有感應式支付功能的VISA、Mastercard及銀聯卡，以及Apple Pay、Google Pay及Samsung Pay流動支付平台繳付車資。使用此支付方式的乘客可享有中途下車之分段收費，以及與其他城巴獨營路線或聯營線城巴班次之轉乘優惠，惟不適用於與非城巴路線之轉乘優惠。乘客亦不能享有「公共交通費用補貼計劃」、沙田第一城學童乘車證／60至64歲長者半價優惠，以及城巴提供之星期日及公共假期60歲或以上之$2票價優惠。 |

## 行車路線
沙田第一城開經：銀城街、樂城街、寶城街、小瀝源路、大老山隧道、觀塘繞道、觀塘道、康寧道、物華街、協和街、觀塘道及鯉魚門道。
藍田站開經：鯉魚門道、迴旋處、鯉魚門道、觀塘道、觀塘繞道、大老山隧道、沙田圍路、小瀝源路及銀城街。

### 沿線車站
| 沙田第一城開 | 沙田第一城開 | 沙田第一城開       | 藍田站開 | 藍田站開   | 藍田站開           |
| 序號         | 車站名稱     | 位置               | 序號     | 車站名稱   | 位置               |
| ------------ | ------------ | ------------------ | -------- | ---------- | ------------------ |
| 1*           | 沙田第一城   | 沙田第一城巴士總站 | 1*       | 藍田站     | 鯉魚門道           |
| 2*           | 第一城中心   | 寶城街             | 2*       | 創紀之城   | 觀塘道             |
| 3@           | 牛頭角下邨   | 觀塘道             | *3*      | 定富街     | 觀塘道             |
| 4@           | 牛頭角站     | 觀塘道             | 4@       | 第一城中心 | 銀城街             |
| 5@           | 同仁街       | 協和街             | 5@       | 沙田第一城 | 沙田第一城巴士總站 |
| 6@           | 藍田站       | 鯉魚門道           |          |            |                    |

- 有 * 號之車站只供上車，不能落客；有 @ 號之車站祇准落客，不能上客。

## 外部連結
- 城巴／新巴網頁[]
- 681巴士總站 （页面存档备份，存于）
- 城巴61R線路線圖 （页面存档备份，存于）